# Peña Prieta
Peña Prieta es el pico culminante del macizo de Fuentes Carrionas, en la cordillera Cantábrica, España. Se encuentra repartido entre las provincias de Cantabria y Palencia, si bien su cima (2540,5 m s. n. m.) se halla dentro de la comunidad cántabra, muy próxima a los Picos de Europa y es la máxima altura de la cordillera Cántabrica sin considerar dichos picos.

## Localización

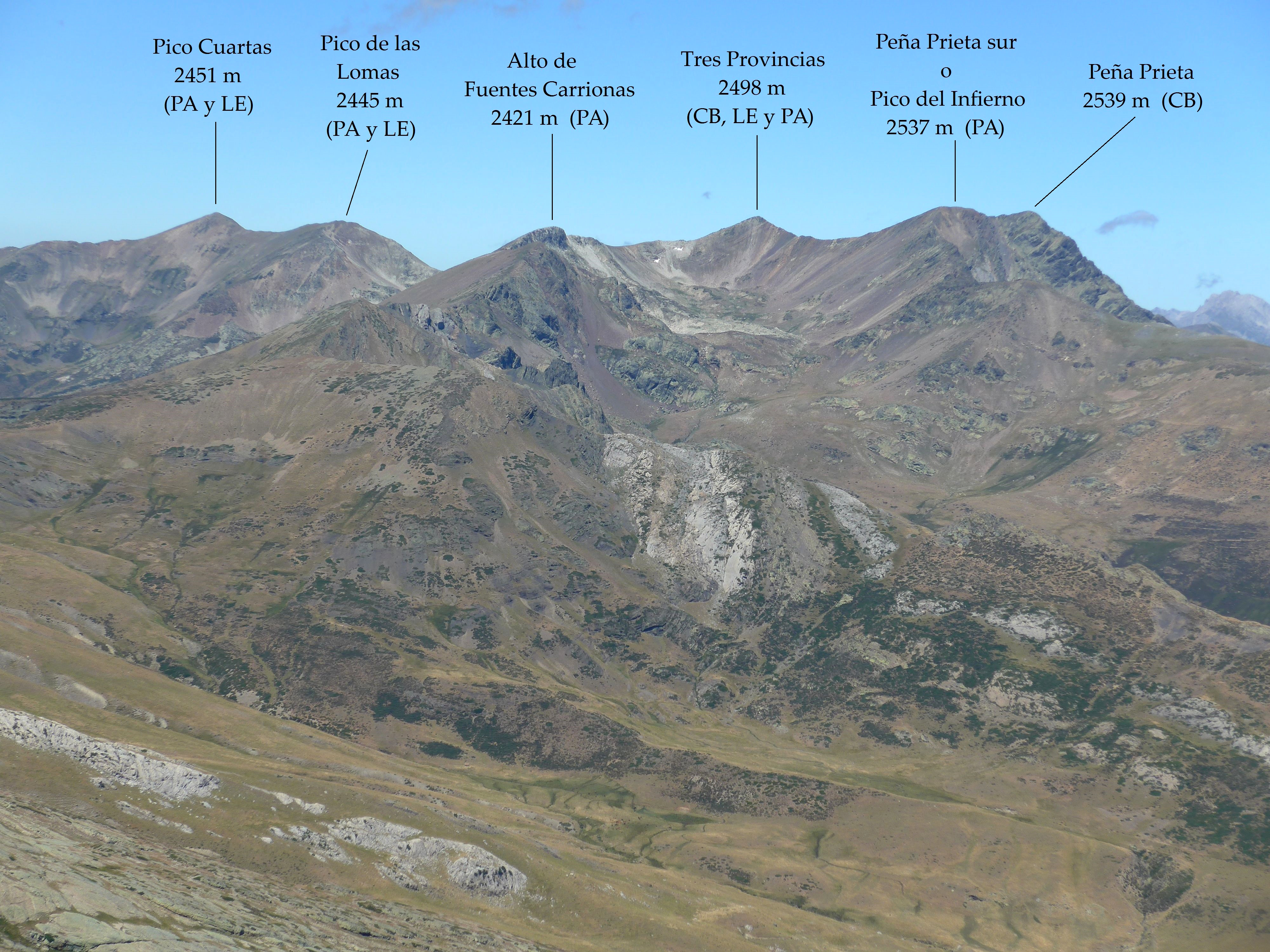
Vistas desde el Curavacas hacia Peña Prieta y algunas cumbres destacadas de la Montaña Palentina

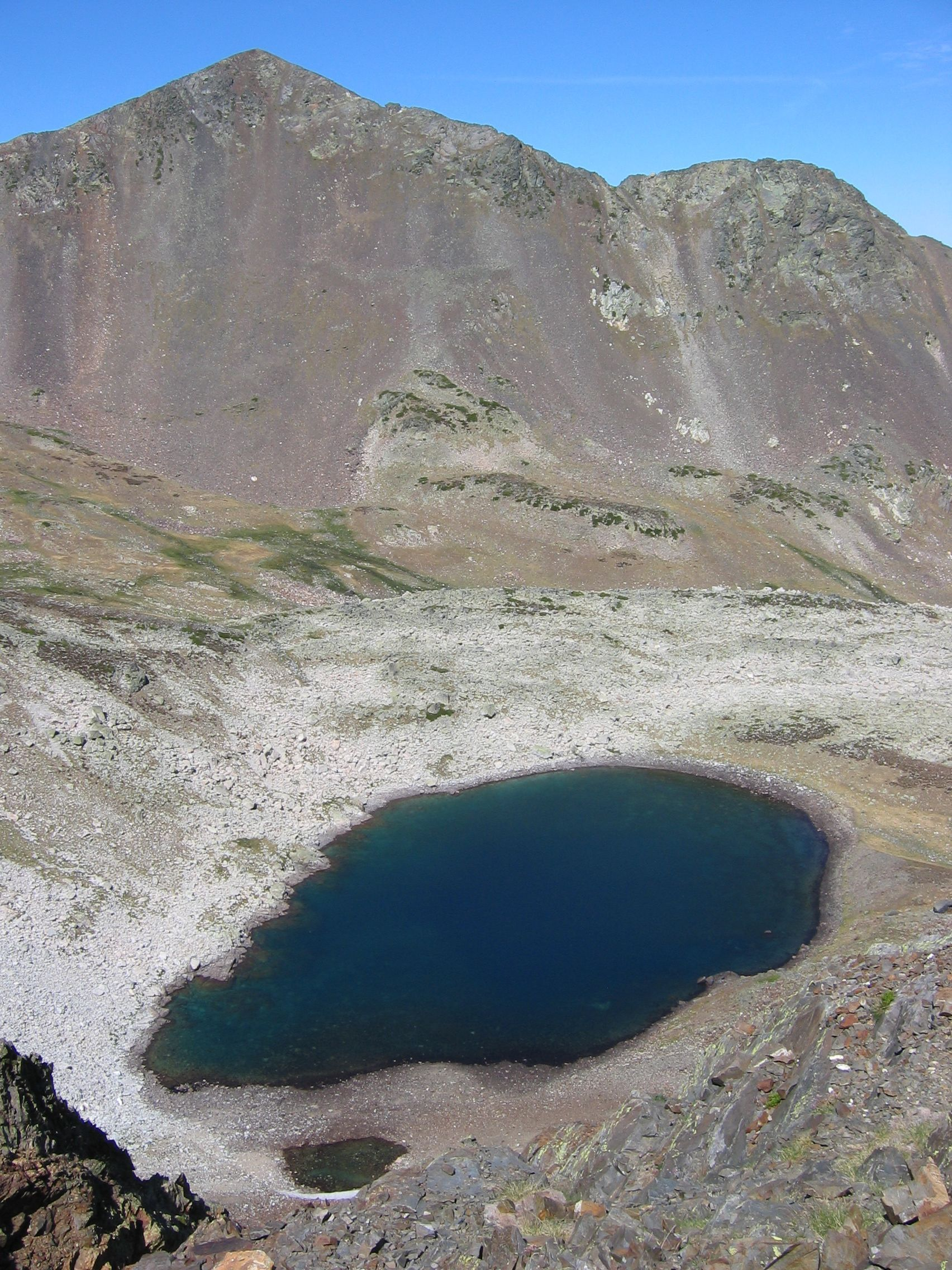
Peña Prieta y, a sus pies, la Laguna de Fuentes Carrionas, en el circo glaciar del mismo nombre.

Su cumbre está localizada en el municipio cántabro de Vega de Liébana, en la comarca de Liébana. Su ruta más accesible comienza en la localidad de Cardaño de Arriba, en el término municipal de Velilla del Río Carrión (Palencia), dentro del parque natural Montaña Palentina. Otra ruta alternativa parte de Llánaves de la Reina (León), por el puerto de San Glorio, a través del alto de Cubil del Can (2419 m) y Mojón de Tres Provincias (2495 m).

## Definición
Se suele utilizar erróneamente el nombre de Peña Prieta para aludir al sistema de picos que componen el macizo de Fuentes Carrionas, pero es necesario hacer distinción entre la cumbre principal, en la provincia de Cantabria (2540,5 m) y el Mojón de Tres Provincias (2497 m) situado en el límite entre León, Cantabria y Palencia.

## Características
Su característico color negro lo debe a su litología, ya que el pico está formado por conglomerados de la formación Curavacas, que, debido a la alteración en contacto con la atmósfera, adquieren dicho color. De ahí procede su nombre, pues el adjetivo prieto es sinónimo de oscuro. Desde la cumbre de Peña Prieta, "nace" el importante circo glaciar de Riofrío, con los puertos de su mismo nombre (salpicados de brañas) a sus pies, por su lado norte, y forma parte del circo glaciar de la laguna de Fuentes Carrionas, cuna del río Carrión por el sur. En este pico hay un vértice geodésico, que marca una altitud de 2539,10 m s. n. m. en la base del pilar.

## El pico del Infierno
A 171 m al sur de la cima de Peña Prieta se encuentra otra cima, ésta situada muy próxima a la provincia de Palencia llamada pico del Infierno o Peña Prieta palentina, a una altitud de 2537 m s. n. m. (2 m menos que la cima de Peña Prieta) lo cual lo convertiría oficialmente en el punto más alto de facto de la provincia palentina, superando al Curavacas (2524 m s. n. m.), reconocimiento que ocupa popularmente debido al desconocimiento general de esta cima. Las coordenadas del pico del Infierno son 43°01′19.84″N 4°43′54.64″O / 43.0221778, -4.7318444.